# گانتریش
گانتریش (به لاتین: Gantrisch) یک کوه در سوئیس است که در کانتون برن واقع شده‌است. گانتریش ۲٬۱۷۵ متر بالاتر از سطح دریا واقع شده‌است.